# Пац, Пётр Михаил
Пётр Михаил Пац (пол. Piotr Michał Pac, ок. 1645 — 22 февраля 1696) — государственный деятель Великого княжества Литовского, браславский хорунжий (1675) и маршалок (1678), генеральный староста жемайтский (1684—1696), староста довгялишковский.

## Биография
Представитель литовского магнатского рода Пацов герба «Гоздава». Старший сын Иеронима Доминика Паца (ок. 1620—1662) и Анны Войны (ум. после 1669). Братья — писарь великий литовский Казимир Михаил (ум. 1719) и хорунжий надворный литовский Ян Казимир Пац (ум. 1696). Внук подскарбия надворного литовского и воеводы трокского Петра Паца (ок. 1570—1642).
В 1675 году Пётр Михаил Пац упоминается в звании хорунжего браславского, в 1678 года стал маршалком браславским. В 1684 году Пётр Михаил Пац получил должность старосты жемайтского.
Был дважды женат. В 1677 году первым браком женился на Текле Констанции Волович (ум. 1691), в 1692 году вторично женилс на Текле Нарушевич (ум. после 1725). От двух браков потомства не имел.